# 中国科学院青岛生物能源与过程研究所
中国科学院青岛生物能源与过程研究所是中华人民共和国的一所生物、能源、过程研究机构，是中国科学院的直属研究单位。2006年发起建设，2009年通过验收。